# El Porvenir, Tumbalá
El Porvenir är en ort i Mexiko.   Den ligger i kommunen Tumbalá och delstaten Chiapas, i den sydöstra delen av landet, 800 km öster om huvudstaden Mexico City. El Porvenir ligger 1 061 meter över havet och antalet invånare är 266.
Terrängen runt El Porvenir är huvudsakligen kuperad, men västerut är den bergig. Runt El Porvenir är det ganska tätbefolkat, med 149 invånare per kvadratkilometer. Närmaste större samhälle är Yajalón, 18,9 km söder om El Porvenir. I omgivningarna runt El Porvenir växer i huvudsak städsegrön lövskog.